# Tremont (Pennsylvanie)
Tremont est un borough situé au sud-ouest du comté de Schuylkill, en Pennsylvanie, aux États-Unis,. En 2010, il comptait une population de 1 752 habitants. Il est incorporé en 1866.

## Démographie
Lors du recensement de 2010, le borough comptait une population de 1 752 habitants. Elle est estimée, en 2019, à 1 722 habitants.

### Source de la traduction
- (en) Cet article est partiellement ou en totalité issu de l’article de Wikipédia en anglais intitulé « Tremont, Pennsylvania » (voir la liste des auteurs).